# Courchavon
Courchavon je obec ve švýcarském kantonu Jura. Žije zde 294 obyvatel.

## Geografie

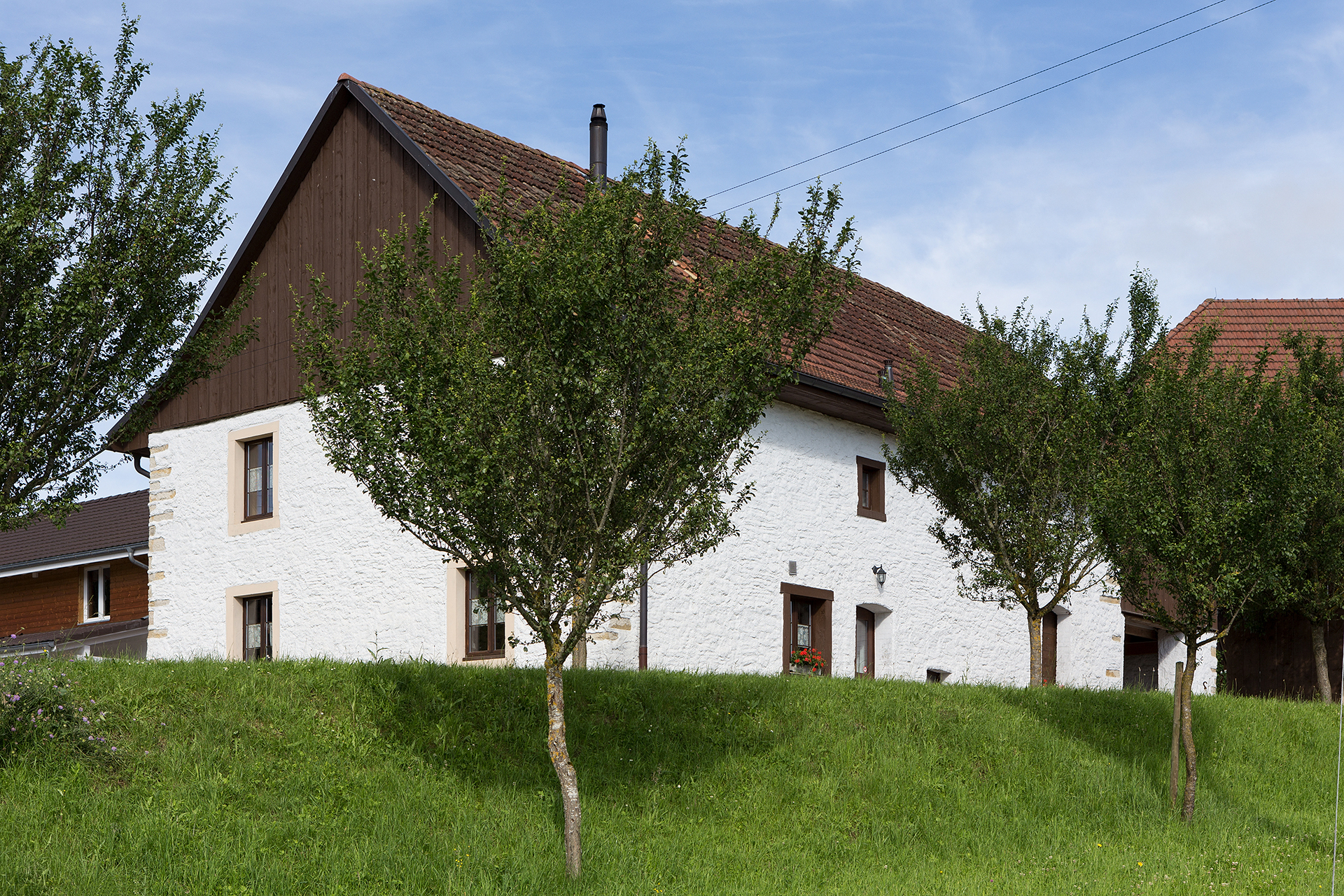
Tradiční architektura ve vesnici Mormont

Courchavon leží v nadmořské výšce 407 m, vzdušnou čarou 3 km severozápadně od okresního města Porrentruy. Vesnice leží v údolí řeky Allaine v oblasti Ajoie.
Území obce o rozloze 6,2 km² pokrývá část poměrně úzkého údolí Allaine a zasahuje do často zalesněných okolních mezí Ajoie. Na východě zasahuje území do pohoří Bois de Sapins (až 530 m n. m.), na západě na náhorní plošinu Bure, v níž se směrem k Allaine otevírá několik malých údolí. Nejvyšší bod obce je 610 m n. m. V roce 1997 tvořila 5 % rozlohy obce zastavěná plocha, 60 % lesy a lesní porosty, 33 % zemědělské plochy a asi 2 % neproduktivní půda náležející k vojenskému prostoru Bure.
Courchavon zahrnuje vesnici Mormont, ležící v nadmořské výšce 533 m n. m. v údolí na východním svahu náhorní plošiny Bure, a několik jednotlivých farem. Sousedními obcemi Courchavonu jsou Porrentruy, Bure, Basse-Allaine a Coeuve.

## Historie
Nálezy dvou křemenců dokládají přítomnost lidí v obci Courchavon již v době kamenné. První zmínka o obci jako Corchavon pochází z roku 1279. Název pravděpodobně pochází z farmy muže s latinským jménem Calvus. Courchavon sdílel pohnutou historii oblasti Ajoie, která se poprvé dostala pod správu basilejského knížecího biskupství v roce 1271. Od 16. do 18. století patřil spolu s Mormontem k panství Courtedoux. Vesnice byla zničena během třicetileté války v roce 1635.
V letech 1793–1815 patřil Courchavon k Francii a zpočátku byl součástí départementu du Mont-Terrible, od roku 1800 byl součástí départementu Haut-Rhin. Na základě rozhodnutí Vídeňského kongresu se obec v roce 1815 stala součástí kantonu Bern. Od 1. ledna 1979 je součástí nově založeného kantonu Jura.
Courchavon byl původně zapojen do projektu sloučení obcí do nové obce Basse-Allaine. V červnu 2007 však obec z projektu vystoupila - především z fiskálních důvodů. Obec, která vznikla 1. ledna 2009, tak tvoří pouze bývalé samostatné obce Buix, Courtemaîche a Montignez.

## Obyvatelstvo
| Rok            | 1850 | 1870 | 1900 | 1910 | 1930 | 1950 | 1960 | 1970 | 1980 | 1990 | 2000 |
| Počet obyvatel | 306  | 457  | 311  | 278  | 316  | 321  | 272  | 282  | 269  | 274  | 293  |

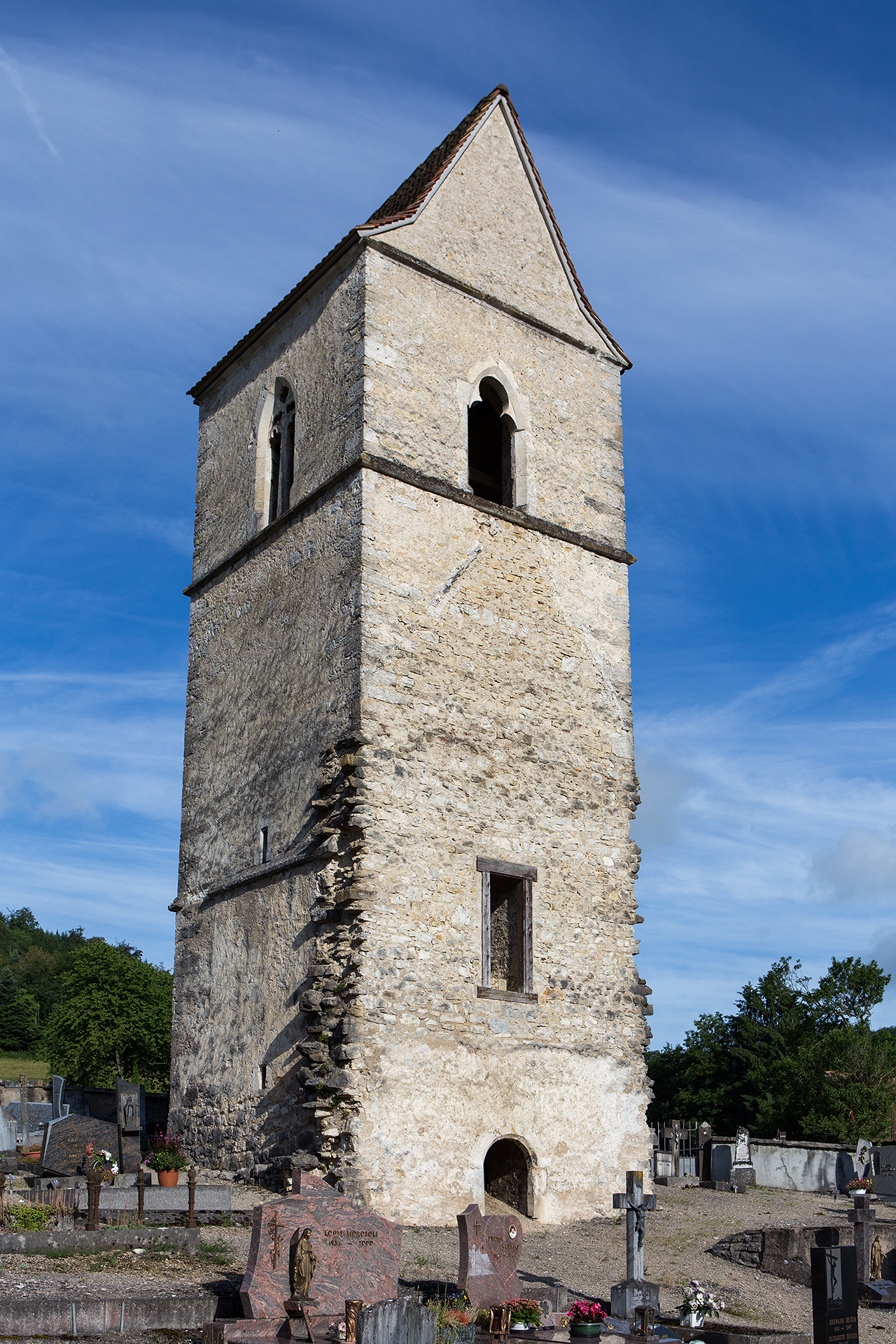
Věž Tour de Mormont

Z celkového počtu obyvatel je 95,6 % francouzsky mluvících, 3,4 % německy mluvících a 0,7 % portugalsky mluvících (stav v roce 2000). V roce 1850 měl Courchavon 306 obyvatel a v roce 1870 nejvíce - 457 obyvatel. V průběhu 20. století se počet obyvatel pohyboval mezi 270 a 320 obyvateli.

## Hospodářství
V obci, která se dosud vyznačuje zemědělstvím, se v 19. století rozvíjela hodinářská výroba. Kromě zemědělství a drobných místních podniků je v obci jen několik pracovních míst. Mnoho zaměstnanců proto dojíždí za prací do Porrentruy.

## Doprava

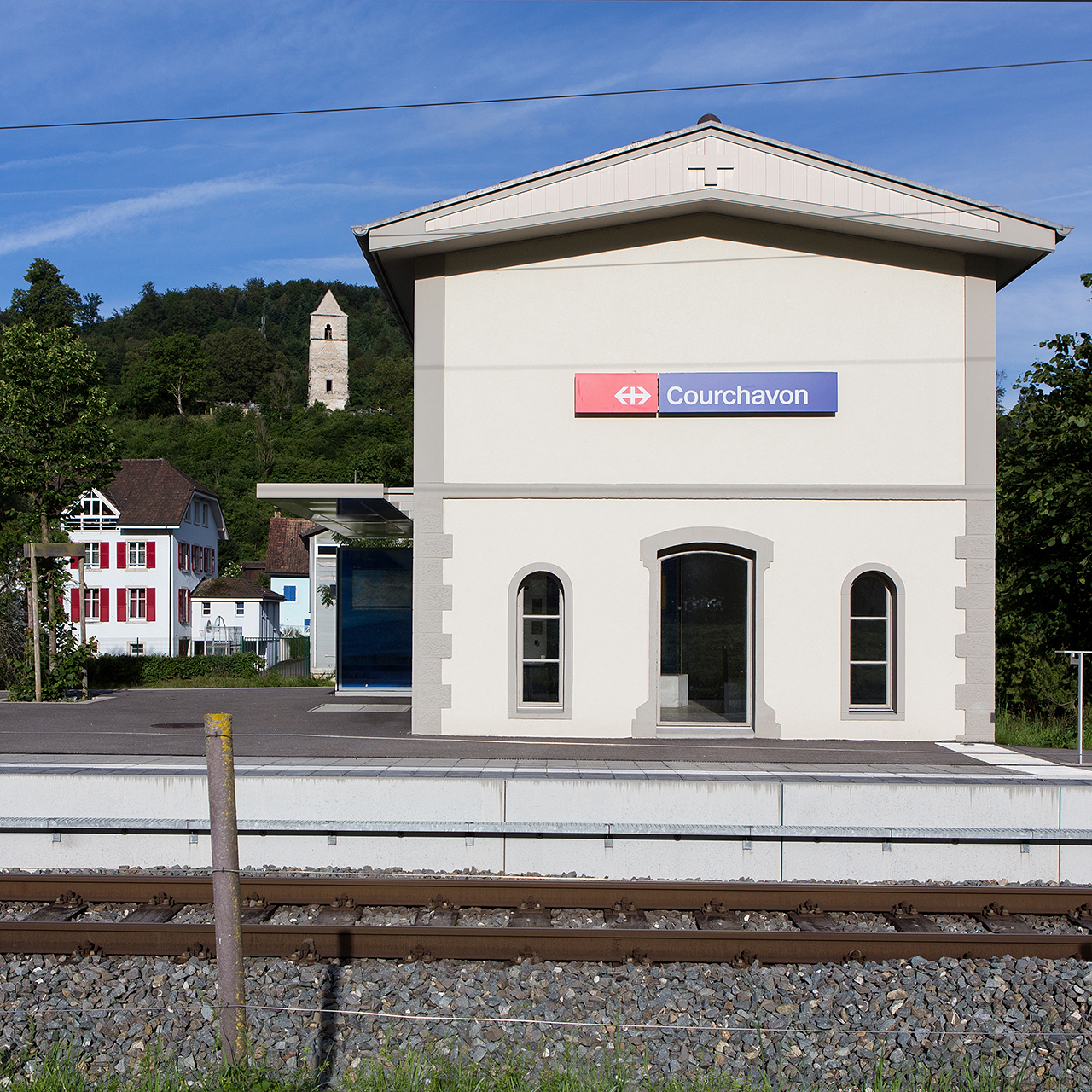
Železniční stanice

Courchavon se nachází na frekventované hlavní silnici č. 6 z Porrentruy přes hraniční přechod Boncourt do Belfortu a Montbéliardu ve Francii. Od otevření úseku dálnice A16 z Boncourtu do Porrentruy je obec ušetřena tranzitní dopravy.
Dne 23. září 1872 byla železniční společností Chemin de fer Porrentruy-Delle (PD) otevřena železniční trať Porrentruy–Delle se stanicí v Courchavonu.